# Saalstadt
Saalstadt là một đô thị thuộc huyện Südwestpfalz, trong bang Rheinland-Pfalz, phía tây nước Đức. Đô thị này có diện tích 5,3 km², dân số thời điểm ngày 31 tháng 12 năm 2006 là 363 người.